# فهرست اسیدها
آنچه که در زیر مشاهده می‌نمایید، فهرستی است از اسیدهای پرکاربرد و مهم. بدیهی است که با گسترش روزافزون دانش بشری در زمینه‌های گوناگون به ویژه شیمی و زیست‌شیمی، ترکیبات اسیدی بسیار زیادی پیدا شده‌اند که ذکر نام همهٔ آن‌ها در این نوشتار کاری دشوار و شاید بیهوده باشد. از اینرو آنچه که در زیر مشاهده می‌کنید، ترکیبات اسیدی پرکاربرد و مهم می‌باشند.
| نام اسید          | فرمول شیمیایی اسید | ثابت تفکیک اسید (pKa) | نام آیوپاک                        |
| ----------------- | ------------------ | --------------------- | --------------------------------- |
| اسید سیتریک       | O7 H8 C6           |                       |                                   |
| اسید سولفوریک     | H2SO4              | ۳-                    |                                   |
| اسید نیتریک       | HNO3               |                       |                                   |
| اسید پانتوتنیک    |                    |                       |                                   |
| اسید فرمیک        | CH2O2              | متانوییک اسید         |                                   |
| اسید فسفریک       | H3PO4              |                       |                                   |
| اسید استیک        | C2H4O2             | اتانوییک اسید         |                                   |
| اسید بوتریک       |                    |                       |                                   |
| اسید پیرویک       | C3H4O2             |                       |                                   |
| اسید لاکتیک       | C3H6O3             | ۳٫۸۵                  |                                   |
| اسید مالیک        | C4H4O4             | 2                     |                                   |
| اسید پیروگلوتامیک | C5H7NO3            |                       | ۵-اکسوپیرولیدین-۲-کربوکسیلیک اسید |
| اسید بنزوییک      | C7H6O2             | ۴٫۲۱                  |                                   |
| اسید سوکسینیک     | C4H6O4             |                       |                                   |
| اسید اکسالیک      |                    |                       |                                   |
| اسید فلوئوروبوریک | HBF4               | ۰٫۴-                  | تترافلوئوروبوریک اسید             |

|ترفتالیک اسید :C8H6O4